# AT&T Long Lines Building
L'AT&T Long Lines Building est un gratte-ciel haut de 168 mètres, construit en 1974, à New York, aux États-Unis. Il abrite des équipements de télécommunications (switching station) de la société AT&T. Il est dépourvu de fenêtres afin de garantir la sécurité et la protection de son contenu. Ses murs extérieurs sont composés de panneaux de béton précontraint recouvert de granite. Ses étages sont hauts de 5,5 mètres pour accueillir les équipements de télécommunications et ont été spécialement renforcés pour supporter le poids des équipements. Les 10e et 29e étages comportent d'importantes ouvertures pour la ventilation. 
Le bâtiment et ses lignes téléphoniques ont été conçus pour supporter une explosion nucléaire et ses retombées et être auto-suffisants durant deux semaines en conditions de guerre. Il a été conçu dans un style brutaliste par l'agence John Carl Warnecke & Associates. Une tour jumelle était prévue, mais elle n'a jamais été construite.
D'après The Intercept,, cette tour est une couverture pour dissimuler un centre d'espionnage appelé « Titanpointe ». Les équipements du constructeur AT&T permettraient de capter des données et de les envoyer vers la NSA.

## Dans la culture populaire
L'AT&T Long Lines Building a inspiré le studio finlandais Remedy Entertainment pour le bâtiment de l'Ancienne Maison, présent dans le jeu Control.
En 2018, l'immeuble et la thèse du projet « Titanpointe »  sont évoqués dans l'épisode Une vie après la mort de la série télévisée X-Files : Aux frontières du réel. Une partie de l'épisode est censée s'y dérouler.
Dans un tweet daté du 2 juin 2017, l'acteur Tom Hanks l'a qualifié d'immeuble le plus effrayant qu'il ait jamais vu et s'est interrogé sur son contenu.
Long Lines apparaît dans la saison 3 de la série télévisée Mr. Robot en tant qu'installation de stockage de documents bancaires d'E Corp, société fictive inventée pour la série.